# Tratado de Stuhmsdorf
El tratado de Stuhmsdorf (en sueco: Stilleståndet i Stuhmsdorf, o Sztumska Wieś; en polaco: Rozejm w Sztumskiej Wsi) fue un tratado de armisticio o alto el fuego firmado el 12 de septiembre de 1635 entre la  Mancomunidad Polaco-Lituana y el Imperio sueco en la aldea de Stuhmsdorf, actualmente Sztumska Wieś,  Polonia, justo al sur de Stuhm (Sztum).
El tratado introdujo una tregua de 26 años y medio. Suecia, debilitada por su participación en la Guerra de los Treinta Años, aceptó los términos, que eran en su mayoría favorables a la Mancomunidad en términos de concesiones territoriales. La Mancomunidad recuperó muchos de los territorios que había perdido en los últimos decenios de la guerra polaco-sueca, pero el tratado también fue beneficioso para Suecia y sus aliados, Francia, Inglaterra y la República Holandesa, que querían que Suecia pudiera concentrarse en la Guerra de los Treinta Años en el Sacro Imperio Romano Germánico sin necesidad de preocuparse por un posible conflicto con la Commonwealth.
La tregua duró hasta 1655, cuando Suecia invadió la Mancomunidad Polaco-Lituana durante la Segunda guerra nórdica.

## Antecedentes

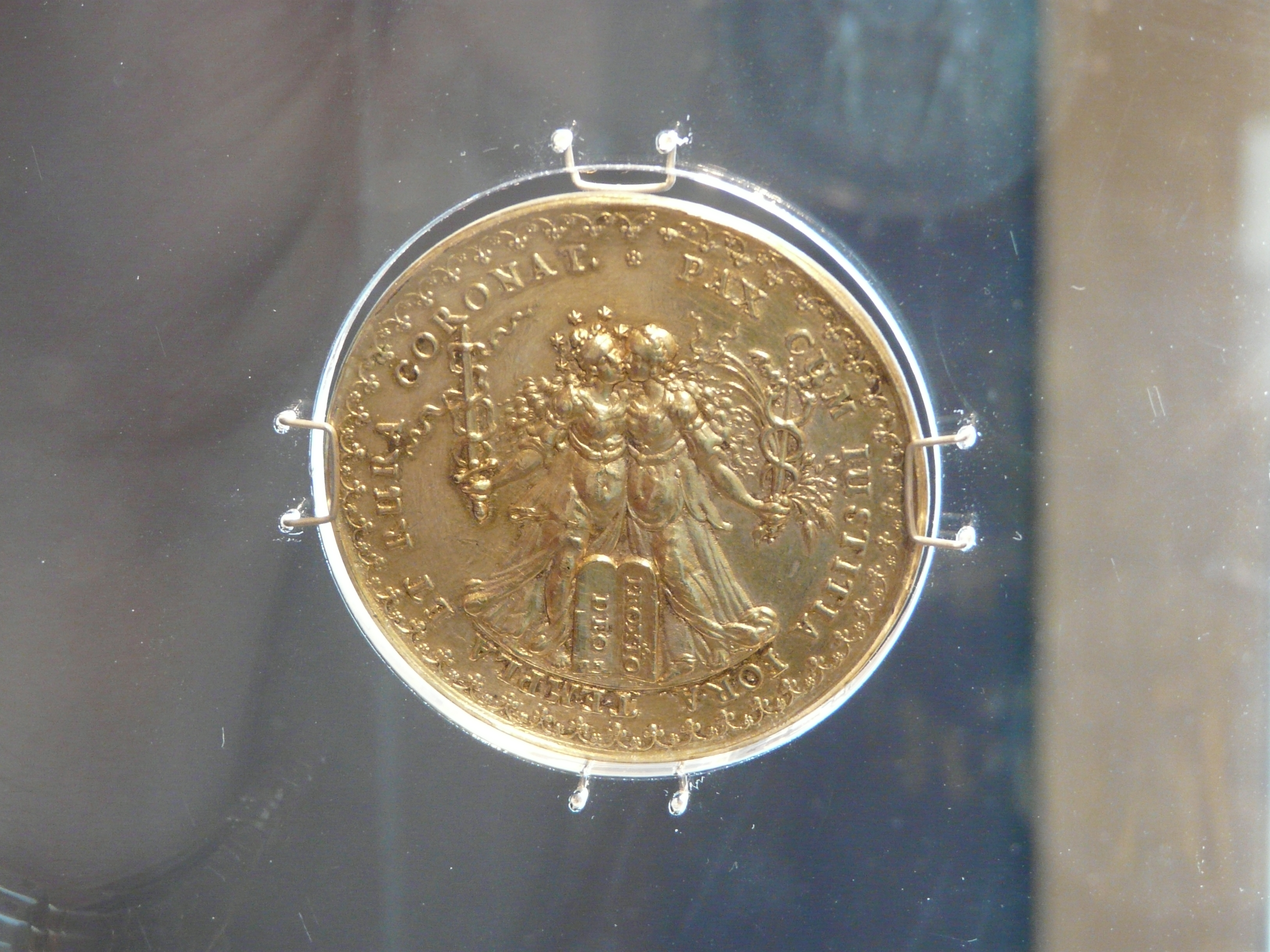
Medalla conmemorativa hecha en Polonia después del tratado.

### Mancomunidad  polaco-lituano
La Mancomunidad Polaco-Lituana estaba dividida. El rey Vladislao IV de Polonia, de la Dinastía Vasa, quiso recuperar la Corona sueca, que había sido mantenida y luego perdida por su padre, Segismundo III Vasa. Como era una tarea de enormes proporciones, sus motivaciones menos ambiciosas eran ganar fama y fortalecer su posición en la Mancomunidad, cuyas libertades doradas hacían que la posición del rey fuera una de las más débiles de Europa. Esperaba que los objetivos se alcanzaran con la guerra y argumentaba que la Mancomunidad podía ganar más con la guerra con Suecia, pero tampoco era reacio a una resolución pacífica si esta le daba lo que quería. Pensaba que las negociaciones le daban la oportunidad de cambiar su derecho a la Corona sueca por una reclamación hereditaria de una de las tierras recuperadas pues contaba con el apoyo del primado de Polonia, Jan Wężyk, y confió ese asunto a los mediadores prusianos.
Los asesores de la nobleza de Polonia y Lituania, que representaban a la legislatura —Sejm—, no estaban convencidos de que la guerra fuera beneficiosa, pero muchos de ellos como el canciller y el obispo Jakub Zadzik, el hetman Estanislao Koniecpolski y el secretario real y el voivoda Stanisław Lubomirski, estuvieron de acuerdo en que los suecos tenían que abandonar Polonia mediante negociaciones si era posible, pero mediante la guerra si era necesario. Sin embargo, pocos deseaban que la guerra continuara por el bien de ayudar a Władysław a recuperar la Corona sueca y, como de costumbre, hubo mucho desacuerdo entre sus aliados, que querían fortalecer su poder, y los que temían que cualquier victoria del rey significara una pérdida para la nobleza.

### Suecia
Tras los recientes reveses que habían sufrido Suecia y sus aliados en Alemania, como la  batalla de Nördlingen y la deserción del electorado de Sajonia, la posición negociadora de Suecia se había debilitado un poco. No obstante, los suecos se dieron cuenta de que sus recientes logros en Alemania eran mucho menos fáciles de defender que los territorios que habían capturado de la Mancomunidad  en Prusia y Livonia, por lo que prefirieron sacrificar los territorios alemanes a los prusianos. Sin embargo, estaban dispuestos a renunciar a sus conquistas en Prusia si Władysław renunciaba a su reivindicación de la Corona sueca y los suecos conservaban sus conquistas en Livonia.
La posición de Suecia también se vio debilitada por los desacuerdos en su gobierno, ya que hubo una lucha de poder entre el canciller Axel Oxenstierna y sus oponentes en el Riksdag sueco. Algunas de las luchas dieron lugar a filtraciones que dieron influencia a los polacos.

### Participación internacional
Muchas potencias europeas se interesaron por el resultado de las negociaciones y también fueron nombradas mediadoras por la Tratado de Altmark de 1629, lo que les dio amplia oportunidad de influir en el resultado de las negociaciones entre Polonia y Suecia.

### Francia, Inglaterra y los Países Bajos
La paz entre Polonia y Suecia también fue apoyada por el cardenal francés Richelieu, que quería debilitar el Sacro Imperio Romano Germánico utilizando a Suecia y a los protestantes alemanes para mantener a Alemania dividida y envuelta en conflictos. Para ello, necesitaba que Suecia permaneciera en la Guerra de los Treinta Años y, por lo tanto, quería asegurar la neutralidad de Polonia. Richelieu no deseaba que Polonia abriera un segundo frente en Prusia, por lo que envió a Claude d'Avaux, uno de sus negociadores de confianza.
Los esfuerzos franceses fueron apoyados por los embajadores holandés e inglés en la conferencia y se aceleraron gracias a un lujoso flujo de dinero. Inglaterra envió al antiguo comandante militar sir George Douglas con instrucciones de apoyar a Władysław, especialmente porque había negociaciones entre Polonia e Inglaterra sobre un posible matrimonio entre Władysław y una princesa inglesa, que finalmente fracasaron. Los enviados holandeses incluyeron a Rochus van den Honaert, Andries Bicker y Joachim Andraee.

### Brandenburgo-Prusia
George William, duque de Prusia y príncipe elector de Brandenburgo, estaba interesado en una solución pacífica del conflicto polaco-sueco, ya que no quería que sus tierras se vieran afectadas por una nueva ronda de guerra. Debido a que el Ducado de Prusia no había cumplido sus obligaciones feudales como vasallo de Polonia al no prestarle apoyo militar, el gobierno de Guillermo en Prusia fue suspendido, y fue reemplazado por el rey polaco por un virrey, Jerzy Ossoliński.
Los mediadores de Brandenburgo incluyeron a Andreas Kreutz, Johan Georg Saucken y Peter Bergmann.

## Primeras negociaciones
Las negociaciones comenzaron el 24 de enero de 1635 en la aldea prusiana de Preussisch Holland (Pasłek). Los negociadores polacos estaban dirigidos por el obispo y canciller Jakub Zadzik e incluían al Hetman Krzysztof Radziwiłł, voivoda de Bełsk Rafał Leszczyński, el referendario de la Corona Remigian Zaleski, starosta de Dorpat, Ernest Denhoff y el starosta de Stężyce, Abraham Gołuchowski. Los negociadores suecos fueron dirigidos por  Per Brahe el Joven e incluyeron al gobernador de Prusia, Herman Wrangel, y a los asesores Sten Bielke, Achacy Axelson y Johan Nicodemi.
Las primeras negociaciones fueron infructuosas, ya que ambas partes jugaron con tácticas de dilación, disiparon los títulos de sus monarcas y esperaron a la mayoría de los mediadores internacionales ya que sólo Brandenburgo estaba presente. Aunque los suecos esperaban que la demora les beneficiara, Władysław transmitió su negativa a negociar al Sejm. Con el apoyo de algunos magnates como Albrycht Stanisław Radziwiłł, que abogaban por la expansión de la Marina de la Mancomunidad  polaco-lituana, el Sejm se convenció de que votara a favor de nuevos e importantes impuestos. Incluso antes de que se aprobara la votación, Władysław había reunido un nuevo ejército de unos 21 000 soldados, envió a Jerzy Ossoliński a reunir a los aliados polacos en la Prusia no ocupada y, con la ayuda del mercader Georg Hewel (Jerzy) de Danzig (Gdańsk), compró diez buques para convertirlos en buques de guerra y estableció la Comisión del Mar, Komisja Morska, dirigida por Gerard Denhoff.

## Negociaciones posteriores

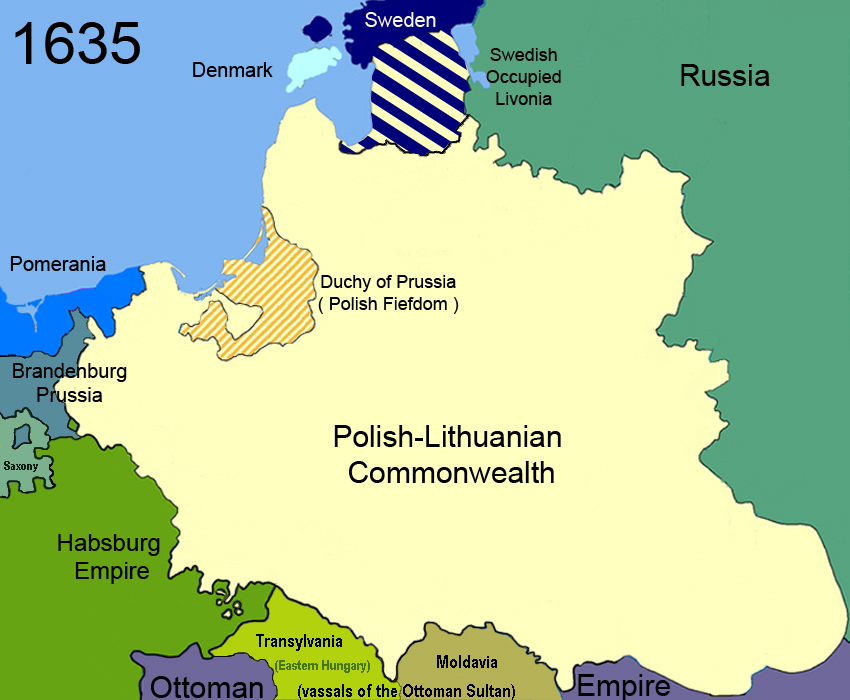
Polonia en el momento de las negociaciones, 1635

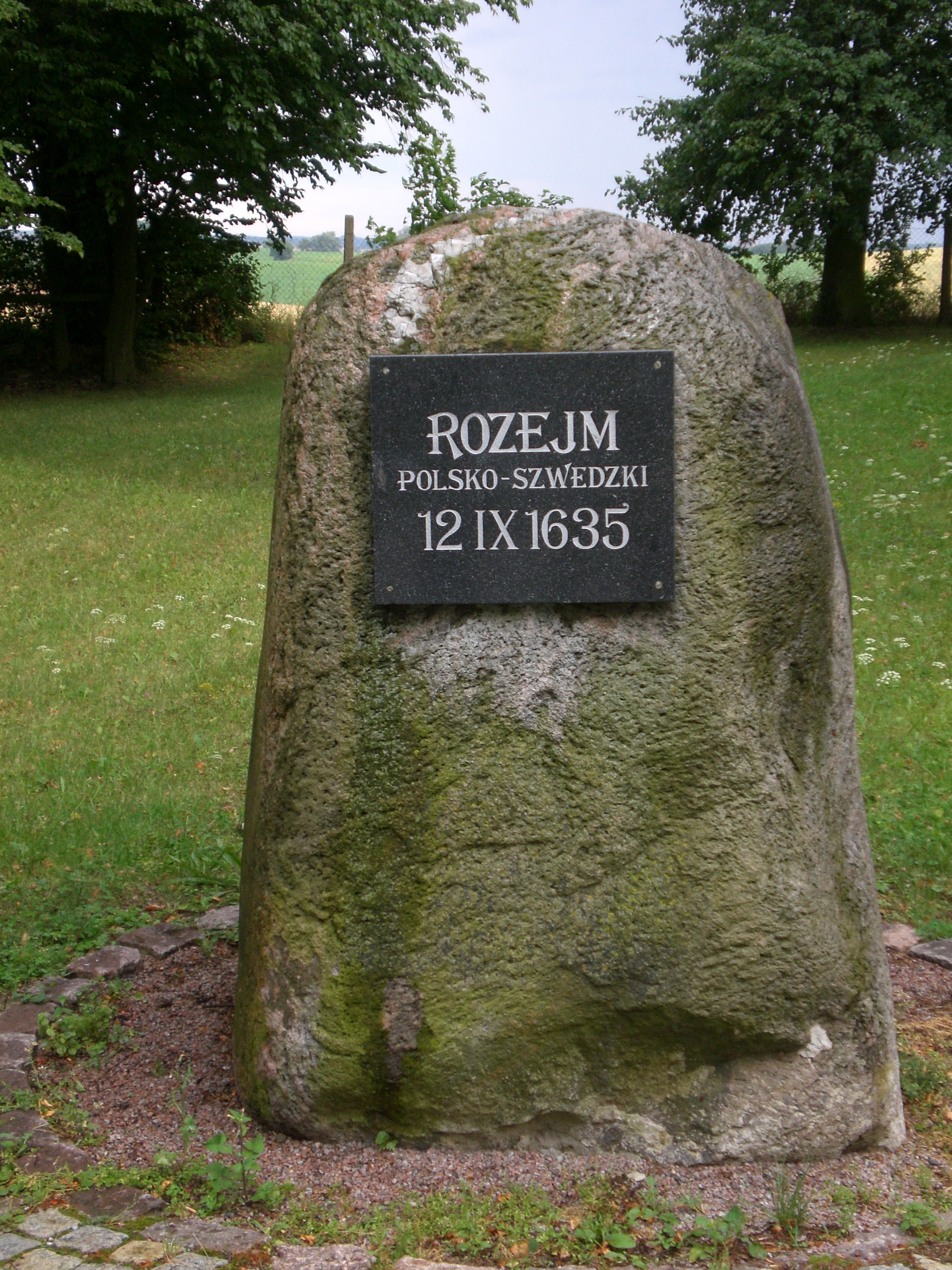
Piedra conmemorativa en Sztumska Wieś

En los pocos meses entre las negociaciones de Preussisch Holland y Stuhmsdorf, la situación militar y política de Suecia empeoró aún más, con más derrotas en el campo, y más aliados desertando al Sacro Imperio Romano Germánico. Los suecos estaban más dispuestos a discutir su retirada de Prusia y eran más cautelosos con la guerra contra Polonia. A finales de marzo, estaban listos para aceptar la mayoría de los términos polacos.
El 24 de mayo comenzaron las negociaciones en Stuhmsdorf, pero los negociadores polacos tenían sus cuarteles en la cercana Jonasdorf (Jankowiec) y los suecos en Marienwerder (Kwidzyń). Llegaron mediadores extranjeros y a los negociadores suecos se les unió Jacob De la Gardie, y en el lado polaco, Krzysztof Radziwłł fue reemplazado por Jacobo Sobieski.
Después del primer mes y medio, la idea de una paz fue descartada, y los suecos propusieron retirarse de toda Prusia para una tregua de 50 años si Władysław renunciaba a sus reclamos a la Corona sueca.
Tanto los magnates polacos como los delegados de la nobleza de los sejmiks locales no veían ninguna razón para luchar cuando Suecia les ofrecía concesiones favorables sin necesidad de derramamiento de sangre y pérdidas comerciales, lo que seguramente ocurriría si presionaban para la guerra. Esto fue en consideración a los gastos de la reciente Guerra de Smolensk contra Rusia y la Guerra polaco-otomana (1633-1634), junto con los disturbios en las provincias del sudeste, donde las ocasionales incursiones tártaras, apoyadas por los otomanos, requerían una importante presencia de las fuerzas polacas. Władysław, que había logrado reunir importantes fuerzas en la frontera y doce buques en el mar, se decepcionó al darse cuenta de que ya casi no tenía apoyo de la szlachta para el wa, siendo Krzysztof Radziwiłł uno de los pocos que quedaban, a pesar de que Władysław no había ganado casi nada con el tratado. Sin embargo, sus asesores lo convencieron de que firmara el tratado sin ganar mucho para sí mismo.
El tratado resultó ser una decepción parcial para Oxenstierna y una victoria parcial de sus oponentes en el Riksdag, pero Oxensierna, que esperaba que Suecia no se viera obligada a hacer tantas concesiones, logró mantener a Suecia involucrada en la guerra alemana a pesar de los muchos llamamientos del Riksdag para la completa retirada de las fuerzas suecas de esa zona.
El deseo de George William de un acuerdo que le diera la posesión sin perturbaciones de la Prusia ducal prevaleció sobre la política imperialista, que Adam von Schwarzenberg había aconsejado con éxito, accediendo a la Paz de Praga. El Tratado de Stuhmsdorf dejó a Brandenburgo en plena posesión de la Prusia ducal, pero al liberar a las tropas suecas bajo Lennart Torstenson, que habían estado ocupando Prusia y Livonia, puso tanto a Mecklenburgo como a Pomerania en el poder de Suecia. El tratado también puso en peligro la perspectiva de la adquisición de Pomerania por la Dinastía Hohenzollern a la muerte, inminente, del duque  Bogislaw XIV, y amenazó gravemente la seguridad del condado de Mark. Por lo tanto, el tratado podía ser visto como un error político por parte de Jorge Guillermo, cuyas ganancias a corto plazo fueron superadas por sus pérdidas a largo plazo.

## Términos
El tratado firmado el 12 de septiembre introdujo una tregua de 26 años y medio. La tregua fue una extensión de la tregua de Altmark. Los suecos conservaron el Ducado de Livonia al norte del río Daugava y la ciudad de Riga, pero tenían que garantizar a sus católicos el derecho de culto. Además, los suecos tuvieron que devolver los territorios que ocupaban en la Prusia Báltica (Elbing (Elbląg), Memel Klaipėda y Pillau (Baltiysk), los dos últimos regresando a Jorge Guillermo I de Brandeburgo, el elector de Brandenburgo, y retirar sus guarniciones de ellos. Los suecos también cedieron el derecho de recaudar aranceles (3,5%) del comercio polaco a través del mar Báltico pasando por Danzig, que había sido un punto delicado para la szlachta para la que el comercio de cereales a través de Danzig había sido una importante fuente de ingresos. Los suecos también debían devolver los buques de la Armada de la Mancomunidad  que habían incautado en los últimos años, pero a la Armada de la Mancomunidad  se le prohibió apoyar a los enemigos de Suecia.